# Viktor Galović
Viktor Galović, né le 19 septembre 1990 à Nova Gradiška, est un joueur de tennis croate, professionnel depuis 2011. Ayant autrefois représenté l'Italie, il choisit de représenter la Croatie à partir de 2014.

## Carrière
Professionnel depuis 2011, il arpente pendant plusieurs saisons le circuit secondaire, principalement en Italie et navigue longtemps aux alentours de la 500e place mondiale. Vainqueur de 3 tournois Future, il s'est qualifié pour le tournoi de Kitzbühel en 2014.
En 2017, alors 491e mondial, il remporte de manière inattendue le Challenger de Recanati en sortant des qualifications. Il enchaîne avec le tournoi de Brunswick où il atteint la finale après avoir écarté Florian Mayer et le 91e mondial Norbert Gombos au deuxième tour. En septembre, il bat Nicolás Almagro à Séville, puis est également sélectionné en Coupe Davis où il gagne un match sans enjeu contre le Colombien Alejandro González.
Classé 4e meilleur joueur croate début 2018, il obtient une place de titulaire dans l'équipe de Croatie de Coupe Davis lors du premier tour contre le Canada. Il est battu pour son premier match par Denis Shapovalov (6-4, 6-4, 6-2). Cette sélection lui permet de faire partie de l'équipe victorieuse en finale en fin d'année.

## Parcours enCoupe Davis
| #                                                         | Date          | Lieu   | Surface      | Gagnant(s)       | Perdant(s)         | Score         |          |
|                                                           |               |        |              |                  |                    |               |          |
| 2017 - play-off (groupe mondial) - Colombie - Croatie 4:1 |               |        |              |                  |                    |               |          |
| 1                                                         | 15-17/09/2017 | Bogota | Terre (ext.) | Viktor Galović   | Alejandro González | 6-4, 2-6, 6-2 | Parcours |
|                                                           |               |        |              |                  |                    |               |          |
| 2018 - 1er tour (groupe mondial) - Croatie - Canada 3:1   |               |        |              |                  |                    |               |          |
| 2                                                         | 02-04/02/2018 | Osijek | Terre (int.) | Denis Shapovalov | Viktor Galović     | 6-4, 6-4, 6-2 | Parcours |

## Classements ATP en fin de saison
| Année          | 2010 | 2011 | 2012 | 2013 | 2014 | 2015 | 2016 | 2017 |
| Rang en simple | 1195 | 1077 | 422  | 541  | 553  | 569  | 592  | 185  |
| Rang en double | -    | 1089 | 699  | 1459 | 1519 | 926  | 941  | 530  |

Source : (en) Classements de Viktor Galović sur le site officiel de la Fédération internationale de tennis